# We Take Care of Our Own
We Take Care of Our Own är en låt skriven och inspelad av Bruce Springsteen år 2012. Låten är den första singeln från albumet Wrecking Ball. Låten spreds över Internet den 18 januari 2012 trots att singeln officiellt släpptes dagen efter, den 19 januari. Första gången Springsteen framförde låten live ägde rum under Grammy Award-galan den 12 februari 2012.

## Text och musik
We Take Care of Our Own är en fartfylld rocklåt som påminner om sounden från olika band som Springsteen tagit under sina vingar på sista tiden, som Arcade Fire och The Gaslight Anthem.
Låten handlar om Springsteens frustration över hur folk blir allt mindre villiga att hjälpa varandra efter flera års ekonomiska problem. Han frågar sig var man kan hitta vänliga hjärtan eller arbeten där händer och själ kan arbeta fritt. Han refererar även till orkanen Katrina. Refrängen är dock mer optimistisk (eller ironisk, beroende på hur lyssnaren uppfattar texten).

## Musikvideor
Den 13 januari 2012 sågs Springsteen i New Jersey och han filmade vad som troddes skulle bli en ny musikvideo. Den 19 januari, dagen då singeln släpptes, släpptes även en musikvideo på Springsteens officiella hemsida. Videon innehåller, förutom själva låten, en mängd svartvita bilder på Springsteen och låttexten.
Den 10 februari släpptes en till officiell musikvideo till låten och i denna video får man se Springsteen uppträda i övergivna byggnader och på hustak. Diverse bilder på personer från den amerikanska arbetarklassen skymtar förbi tillsammans med delar av låttexten. Vid refrängen övergår bilderna från svartvitt till färg.
Videon spelades in i Asbury Park.

## Medverkande
- Bruce Springsteen - Sång, gitarr, banjo, piano, orgel, trummor, slagverk, loops
- Patti Scialfa - Sång
- Ron Aniello - Gitarr, bas, keyboard, trummor, loops
- Lisa Lowell - Sång
- Soozie Tyrell - Violin, sång
- Även New York String Section medverkar.